# NGC 536
NGC 536 (другие обозначения — UGC 1013, MCG 6-4-21, ZWG 521.25, HCG 10A, PGC 5344) — спиральная галактика с перемычкой (SBb) в созвездии Андромеда. Открыта Уильямом Гершелем в 1784 году. Дрейер в своем каталоге описал объект как «очень маленький и тусклый, первый из трех» (вторым и третьим были, предположительно, NGC 541 и NGC 543, хотя Дрейер их явно не указал).
NGC 536 — самая крупная галактика в группе NGC 507, или же Компактной группе Хиксона 10, содержащей NGC 529, NGC 531, NGC 536 и NGC 542. Форма её балджа — сплюснутый сфероид.
Этот объект входит в число перечисленных в оригинальной редакции «Нового общего каталога».
В галактике вспыхнула сверхновая SN 1963N, её пиковая видимая звездная величина составила 17,7.